# 昭和町 (屏東市)

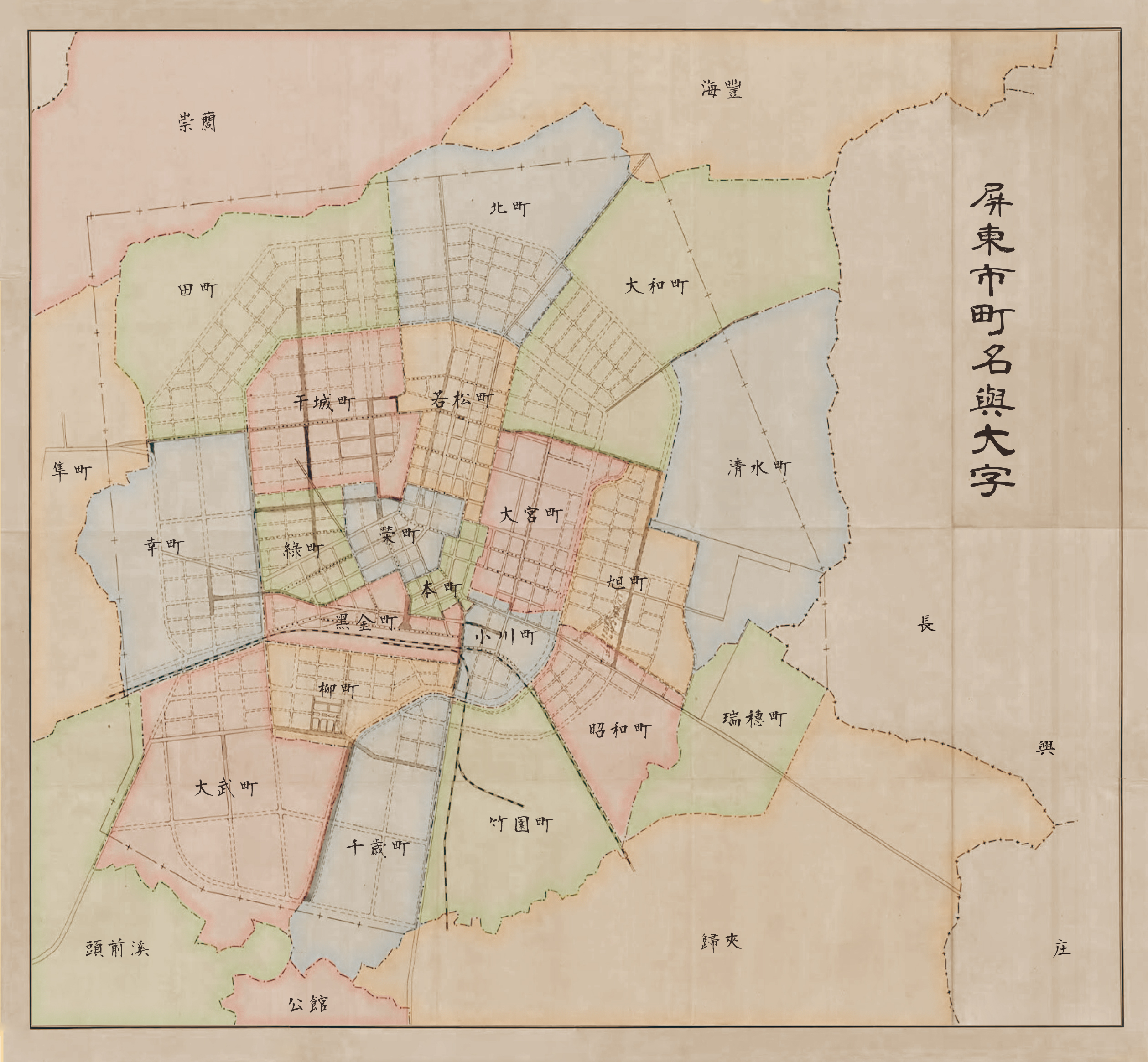
屏東市町名與大字

昭和町為屏東市在台灣日治時期的一個行政區，於1939年4月1日設立，為屏東市的21個町之一。昭和町的範圍為現今地籍民生段和新屏段北側，大約為橋南里北側。

## 町內設施
- 台灣產業資源株式會社屏東出張所
- 屏東家畜市場
- 屏東山王煉瓦株式會社